# Pristurus phillipsii
Pristurus phillipsii är en ödleart som beskrevs av  George Albert Boulenger 1895. Pristurus phillipsii ingår i släktet Pristurus och familjen geckoödlor. Inga underarter finns listade i Catalogue of Life.